# Jeff van Dyck
Jeff van Dyck (nascido em 1969) é um músico australiano especializado em música de jogos eletrônicos. Cresceu em Vancouver, no Canadá e é diretor de áudio da The Creative Assembly. Foi indicado ao BAFTA Video Game Awards de 2005 na categoria "Melhor Trilha Original" por seu trabalho em Rome: Total War.

## Alguns trabalhos
- Rome: Skitchin
- Rome: Total War e as expansões, Barbarian Invasion, Alexander
- Medieval: Total War e a expansão, Viking Invasion
- Medieval II: Total War e a expansão, Kingdoms
- Shogun: Total War e a expansão, The Mongol Invasion
- Spartan: Total Warrior
- Emperor: Rise of the Middle Kingdom
- Tiger Woods PGA Tour 2004
- The Need for Speed e Need for Speed II
- FIFA Soccer
- NHL Hockey
- Sled Storm